# 藍點海龍
藍點海龍（学名：Hippichthys cyanospilus），又名藍點多環海龍、海龍，为海龍科多環海龍屬下的一个种。